# ビセイインコ
ビセイインコ （学名：Psephotus haematonotus）は、オウム目インコ科に分類される鳥類の一種。

## 分布
オーストラリアの固有種。南オーストラリア州東部からクイーンズランド州の南部にかけて生息している。生息域内では水辺の近くの、疎林に生息しているが、開発に上手く適応し、都市部の公園、農地、住宅街でも見られる。

## 形態
全長26～28cmの中型のインコ。

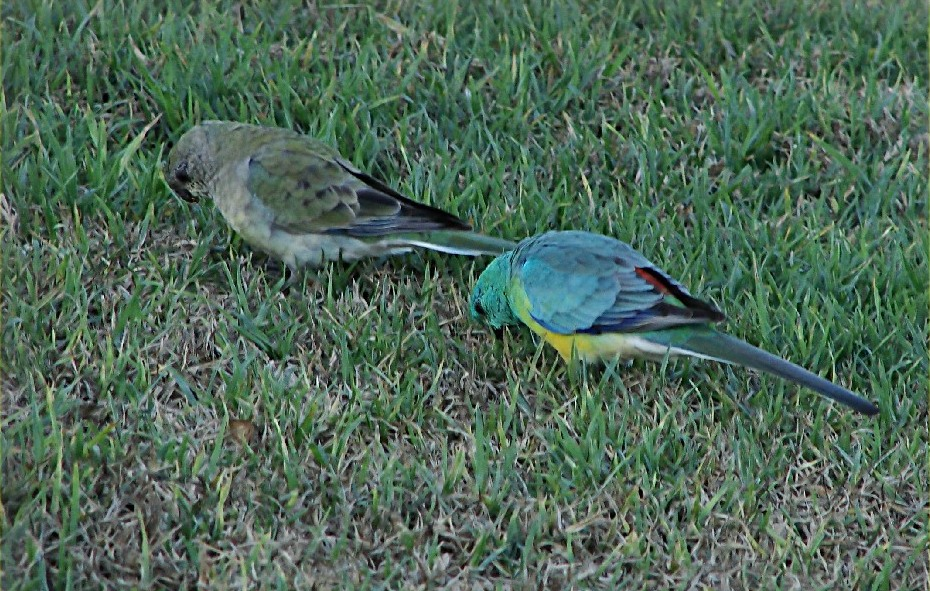
オス（後ろ）とメス（手前）

オスは全身がほぼ緑色で腰部が赤く、英名はこの色彩に由来する。腹部は黄色から黄緑色。くちばしは黒色。尾羽は青みがかった緑色で、下尾筒は白色。メスはオスに比べ全体にややくすんだオリーブ色で、腰が緑色、下尾筒はオスと同じく白色である。最大の特徴は和名の由来ともなったその鳴き声であり、オスはインコ科の鳥には珍しく非常に美しい声で鳴く。ペットとしても飼われ、飼育下ではさまざまな色彩変異が品種として作出されている。

## 分類
2亜種が確認されている。
- P. h. haematonotus：基亜種。クイーンズランド南東部、ニューサウスウェールズ州、ビクトリア州、南オーストラリア州東部にかけて生息している。
- P. h. caeruleus：南オーストラリア州とクイーンズランド州の境の砂漠地帯にかけて生息してる亜種。色が基亜種よりも淡く、メスはより灰色みが強い。

## 生態
ペアや群れになり、地上で採食する。また、花が咲いている樹上で採食することもある。餌はイネ科などの草本植物の種が中心であるが、果実類や柔らかい葉なども食べる。種を消化するために、砂を食べ、砂嚢の中で種をすりつぶして消化している。